# 2:13
《2:13》(Two:Thirteen, 2wo:Thirteen, 또는 단순히 2:13)는 미국에서 제작된 찰스 아델만 감독의 년 공포, 스릴러 영화이다. 마크 톰슨 등이 주연으로 출연하였다.

## 출연

### 주연
- 마크 톰슨
- 마크 펠레그리노

### 조연
- 테리 폴로
- 케빈 폴락
- 드와이트 요아캄
- 패트릭 J. 아담스
- 제어 번즈
- E.J. 캘러핸
- 데보라 카슨
- 릭 챔버스
- 그렉 크로머
- 킴 델게도
- 조 앨런 프라이스
- 켄턴 듀티